# Leogang
Leogang ist eine Gemeinde im Bundesland Salzburg im Bezirk Zell am See in Österreich mit 3582 Einwohnern (Stand 1. Jänner 2025). Der Ortsname bezieht sich auf den Hauptort.

## Geografie
Die Gemeinde nimmt das ganze Leoganger Tal ein. Leogang liegt im Pinzgau zwischen den Leoganger Steinbergen, deren höchster Gipfel das Birnhorn (2634 m ü. A.) im Norden ist, und dem Asitz im Süden. Dort befindet sich Leogang nordwestlich der Schultersbachhöhe (1520 m) an der Leoganger Ache. Leogang grenzt an Tirol, über den in 1000 m Höhe gelegenen Grießenpass führt die Straße nach Hochfilzen.

### Gemeindegliederung
Das Gemeindegebiet umfasst folgende 16 Ortschaften (in Klammern Einwohnerzahl Stand 31. Oktober 2011), die sich auf die sechs Katastralgemeinden Ecking, Grießen, Leogang, Pirzbichl, Schwarzleo und Sonnberg verteilen. 13 der 16 Ortschaften haben noch zugehörige Ortsteile, die topographische Kennzeichnungen wie Einöde, Weiler, Jagdhütte, Rotte, Siedlung, Schihütte, Gasthaus, Hotel oder Alpengasthaus tragen. Auch Almen bzw. Almhütten werden zu den Ortsteilen gerechnet:
| Ortschaft        | Topo. Kennz. | Bevölkerung 2011-10-31 | Katastral- gemeinde    | Koordinaten                       | zugehörige Ortsteile (topographische Kennzeichnung) |
| ---------------- | ------------ | ---------------------- | ---------------------- | --------------------------------- | --- |
| Ecking           | D            | 170                    | Ecking                 | 47° 26′ 44,8″ N, 012° 48′ 03,4″ O | Loibering (W) |
| Otting           | R            | 37                     | Ecking                 | 47° 26′ 38,7″ N, 012° 47′ 06,3″ O | - |
| Sinning          | D            | 220                    | Ecking                 | 47° 26′ 42,0″ N, 012° 46′ 31,1″ O | Aignerweber (E) |
| Ullach           | ZH           | 108                    | Ecking                 | 47° 26′ 56,4″ N, 012° 45′ 55,4″ O | Gunzenreit (E) • Mitterbrand (W) Almen: Kurzeckhütte • Lettlkaserhütte • Stoffenalm |
| Berg             | ZH           | 45                     | Grießen                | 47° 26′ 52,5″ N, 012° 41′ 51,4″ O | Adam (E) • Eder (W) • Maurerkopfachhütte (Jhtt) Almen: Ederalm • Gotthardalm • Hirscherwaldalm • Maureralm • Reiteralm |
| Grießen          | ZH           | 82                     | Grießen                | 47° 27′ 10,7″ N, 012° 39′ 55,4″ O | Grießner Sonnseite (W) • Pucher (E) • Spielbachhütte (Jhtt) Almen: Grießner Almen • Grießner Schafalm • Hartlalphütte • Kugleralpe • Martlhütte • Michlbauerhütte • Tödlingalm |
| Hirnreit         | ZH           | 447                    | Leogang                | 47° 26′ 09,9″ N, 012° 46′ 38,4″ O | Hainz (W) • Ofenlehen (R) • Ried (W) • Stadlbauersiedlung (Sdlg) Almen: Brunnaualm • Durchenalm • Ederalm • Franzlalm • Hainzalm • Sinnlehenalm |
| Leogang          | D            | 363                    | Leogang                | 47° 26′ 19,9″ N, 012° 45′ 36,5″ O | Obergrund (E) |
| Madreit          | ZH           | 91                     | Pirzbichl              | 47° 25′ 54,9″ N, 012° 45′ 35,1″ O | Hörl (E) • Klammbachstube (Jhtt) • Permannsegg (E) • Scheideckhütte (Jhtt) • Wimbach (R) Almen: Durchenalm |
| Pirzbichl        | ZH           | 70                     | Pirzbichl              | 47° 25′ 54,5″ N, 012° 44′ 54,9″ O | Asitzhütte (Schih) • Grundner Holzstube (Jhtt) • Hammersbichl (E) • Lederstall (E) • Sappenmais (E) • Sommerau (E) • Streckau (Gh) |
| Rain             | R            | 244                    | Pirzbichl              | 47° 26′ 06,7″ N, 012° 44′ 05,7″ O | Embach (E) • Finsterbachhütte (Jhtt) • Krallerhof (Hot) • Stocking (E) Almen: Kühbichlalm |
| Schwarzleo       | ZH           | 49                     | Schwarzleo             | 47° 26′ 04,3″ N, 012° 41′ 30,0″ O | Bärentalhütte (Jhtt) • Jägermeisterhütte (Jhtt) • Lehenbrand (E) • Mardeckhütte (Jhtt) • Pucherhäusl (E) • Rastboden (E) • Stöcklalm (Agh) Almen: Abergalm • Adamalm • Alpbachalm • Brandstattalm • Hauserpeteralm • Hundalm • Inschlagalm • Krüneck • Lindlalm • Oberhofalm • Rotwandalm • Scheltaualm • Schmöllnalm • Spielbergalmen • Thomanalm • Tödlingalmhütte • Vorderriedalm • Wimbachalm |
| Hütten           | D            | 144                    | Sonnberg               | 47° 26′ 29,2″ N, 012° 42′ 36,9″ O | Burgstein (E) • Forsthofalm (Gh) |
| Rosental         | D            | 213                    | Sonnberg               | 47° 26′ 29,1″ N, 012° 46′ 03,3″ O | - |
| Sonnberg         | ZH           | 618                    | Sonnberg               | 47° 26′ 41,5″ N, 012° 45′ 31,9″ O | Badhaussiedlung (Sdlg) • Priesteregg (W) • Reiter (E) • Riedl (W) Almen: Hasleben • Priestereggalm • Reiteralm • Riedlalm |
| Sonnrain         | Sdlg         | 188                    | Sonnberg               | 47° 26′ 24,7″ N, 012° 45′ 12,8″ O | - |
| Gemeinde Leogang |              | 3089                   | 6 Katastral- gemeinden | 47° 25′ 00,0″ N, 012° 45′ 00,0″ O | |

Ortschaften in den Katastralgemeinden

Für die sechs Katastralgemeinden sind folgende Flächenangaben verfügbar:
| \| Katastral- gemeinde \| Fläche ha \| Bevölkerung 2011-10-31 \| Bevölkerungs- dichte Ew./km² \| Koordinaten \| \| ------------------- \| --------- \| ---------------------- \| ---------------------------- \| --------------------------------- \| \| Ecking \| 853,28 \| 535 \| 62,7 \| 47° 26′ 44,8″ N, 012° 48′ 03,4″ O \| \| Grießen \| 2130,74 \| 127 \| 6,0 \| 47° 27′ 10,7″ N, 012° 39′ 55,4″ O \| \| Leogang \| 655,88 \| 810 \| 123,5 \| 47° 26′ 19,9″ N, 012° 45′ 36,5″ O \| \| Pirzbichl \| 2127,49 \| 405 \| 19,0 \| 47° 25′ 54,5″ N, 012° 44′ 54,9″ O \| \| Schwarzleo \| 2108,01 \| 49 \| 2,3 \| 47° 26′ 04,3″ N, 012° 41′ 30,0″ O \| \| Sonnberg \| 1151,44 \| 1163 \| 101,0 \| 47° 26′ 41,5″ N, 012° 45′ 31,9″ O \| \| Gemeinde Leogang \| 9026,84 \| 3089 \| 34,2 \| 47° 25′ 00,0″ N, 012° 45′ 00,0″ O \| |           |                        |                              |                                   |
| Katastral- gemeinde | Fläche ha | Bevölkerung 2011-10-31 | Bevölkerungs- dichte Ew./km² | Koordinaten                       |
| Ecking | 853,28    | 535                    | 62,7                         | 47° 26′ 44,8″ N, 012° 48′ 03,4″ O |
| Grießen | 2130,74   | 127                    | 6,0                          | 47° 27′ 10,7″ N, 012° 39′ 55,4″ O |
| Leogang | 655,88    | 810                    | 123,5                        | 47° 26′ 19,9″ N, 012° 45′ 36,5″ O |
| Pirzbichl | 2127,49   | 405                    | 19,0                         | 47° 25′ 54,5″ N, 012° 44′ 54,9″ O |
| Schwarzleo | 2108,01   | 49                     | 2,3                          | 47° 26′ 04,3″ N, 012° 41′ 30,0″ O |
| Sonnberg | 1151,44   | 1163                   | 101,0                        | 47° 26′ 41,5″ N, 012° 45′ 31,9″ O |
| Gemeinde Leogang | 9026,84   | 3089                   | 34,2                         | 47° 25′ 00,0″ N, 012° 45′ 00,0″ O |

Die Werte der Bevölkerungsdichte sind in den einzelnen Katastralgemeinden sehr unterschiedlich.
Teilflächen der beiden südlichen Katastralgemeinden Pirzbichl und Schwarzleo entlang der südlichen Gemeindegrenze gehören zu den Bayerischen Saalforsten, speziell zum Revier Leogang. So gehören die vier Forstdistrikte Wimbach und Saubach, Schwarzbach und Klamm, Maisbach sowie Finsterbach mit einer Gesamtfläche von 11,144 km² zur Katastralgemeinde Pirzbichl, und nehmen damit über die Hälfte ihrer Fläche ein. Ebenso gehören, westlich anschließend, die acht Forstdistrikte Krinnbach, Walchersbach, Pründlkendl, Arzeck, Mardeck, Spielberg, Ochseneck und Käsersbach mit einer Gesamtfläche von 11,391 km² zur Katastralgemeinde Schwarzleo. Auch hier nehmen die Saalforstflächen mehr als die Hälfte der Katastralgemeinde ein.
Innerhalb 15 der 16 Ortschaften (außer der neueren Ortschaft Sonnrain) gibt es insgesamt 147 historische Hofnamen, wie z. B. Wimmgut für die Hausnummer 31 der Ortschaft Rosental, das Forsthaus des Reviers Leogang der Saalforste.
Weitere Gebäudenamen, besonders zum Dorf Hütten, finden sich in einem Buch von 1953.
Hausnummern werden wie in allen ländlichen Gegenden Österreichs innerhalb der Ortschaften nach Entstehen der Häuser vergeben (sind also, außer der Angabe der Ortschaften in der Adresse, keine Orientierungshilfe).

### Nachbargemeinden
| Hochfilzen (KB)      | Sankt Martin bei Lofer                      | Weißbach bei Lofer |
| Fieberbrunn (KB)     | Kompassrose, die auf Nachbargemeinden zeigt | Saalfelden         |
| Saalbach-Hinterglemm | Viehhofen                                   |                    |

## Geschichte

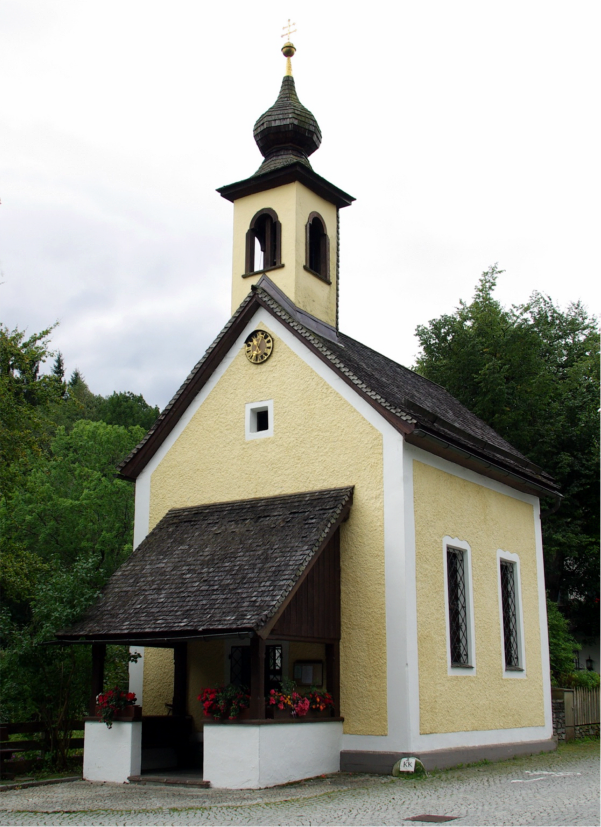
Knappenkapelle St. Anna

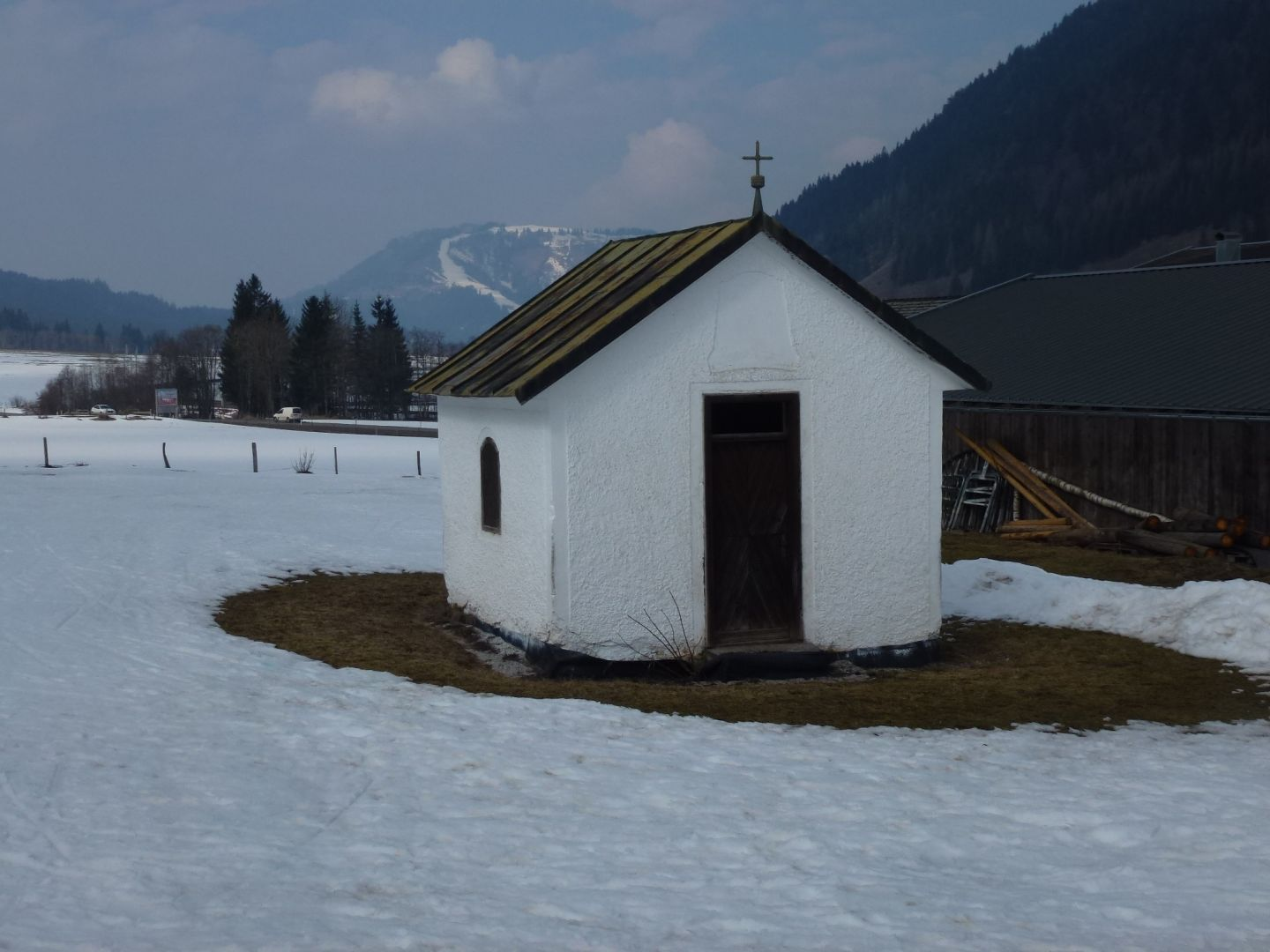
Grießenpass: Kapelle an der Europaloipe

Leogang wurde bereits 930 als Liuganga erstmals urkundlich genannt. Leogang ist eine der ältesten Bergbaustätten des Salzburger Landes, eine Knappenkapelle zeugt von der Bergbautradition. Heute wird der Ort mundartlich als „Loigom“ bezeichnet.
In Leogang war ein Zentrum der Protestanten. Als 1727 Leopold von Firmian Salzburger Erzbischof wurde und die Gegenreformation antrieb, planten diese heimlich Widerstand dagegen. Am 5. August 1731 schworen die Protestanten beim Schwarzacher Salzlecken, dem lutherischen Glauben treu zu bleiben. Am 31. Oktober 1731 erließ der Erzbischof das Emigrationspatent, infolgedessen 4000 bis 5000 Knechte und Mägde das Land verlassen mussten. Im Jahr darauf verließen Handwerker und Bauern das Salzburger Land. Sie zogen in 16 Zügen in das protestantische Preußen, wobei etwa 25 % der Exulanten während des Exodus verstarben. Die protestantischen Bergleute waren bereits weitgehend gegangen, da sie keinem Herren untertan waren und nicht um Erlaubnis nachsuchen mussten. Infolge der Protestantenemigration kam es zu einem wirtschaftlichen Niedergang im Salzburger Land, die Bergwerke verfielen und 1776 Bauernhöfe standen leer.

## Kultur und Sehenswürdigkeiten

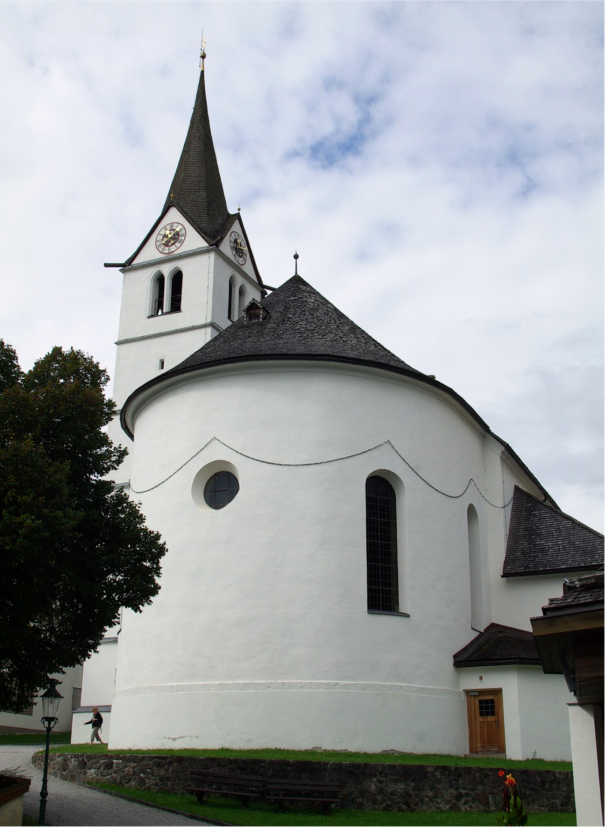
Pfarrkirche Leogang

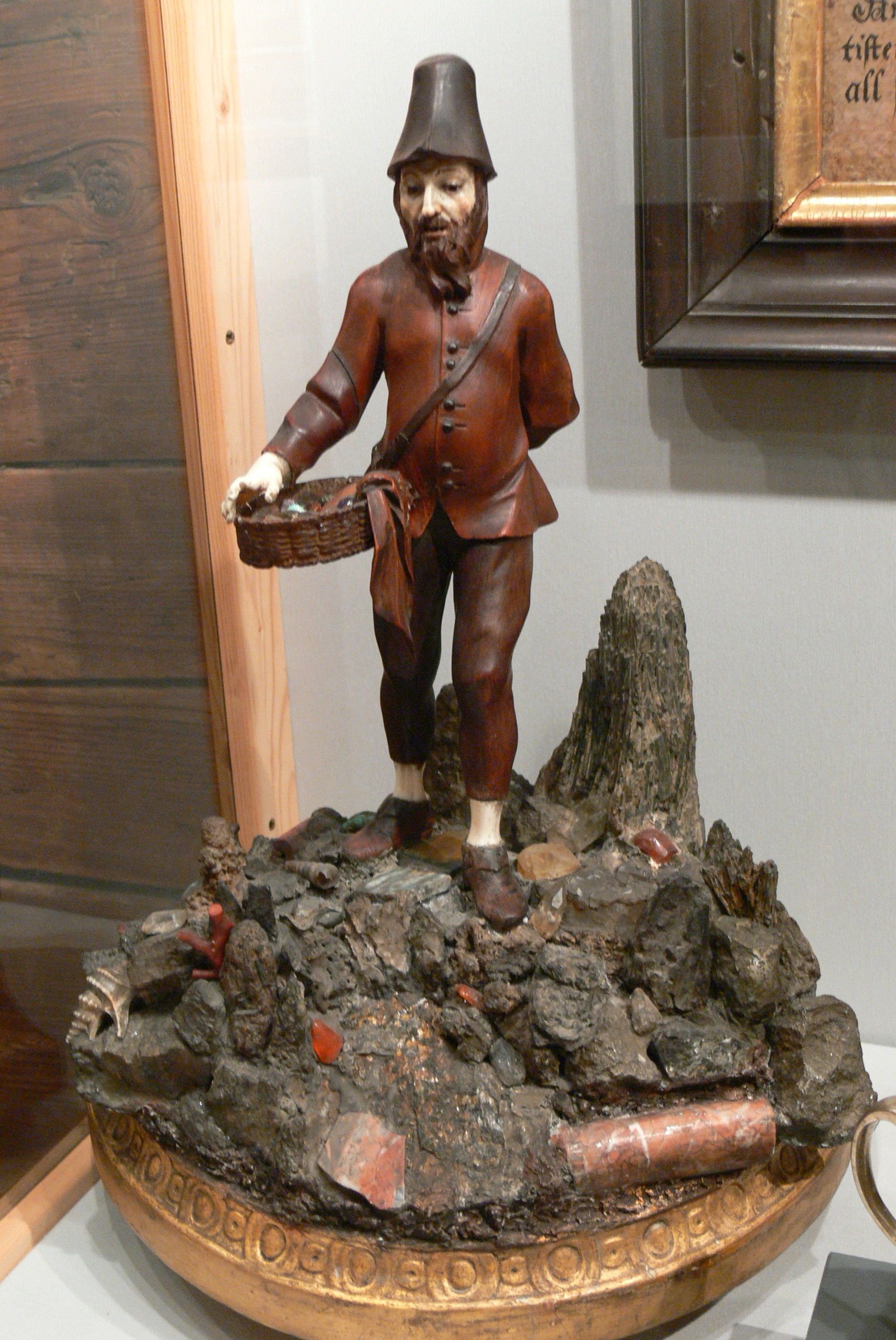
Buttenträger (18. Jhdt.) im Bergbau und Gotikmuseum Leogang

- Katholische Pfarrkirche Leogang hl. Leonhard
- Bergbau- und Gotikmuseum Leogang: in der Ortschaft Hütten
- Schaubergwerk Leogang: in der Ortschaft Schwarzleo
- KubinKabinett: Das KubinKabinett Leogang zeigte zwischen Mai 1999 und Oktober 2010 als ständige Ausstellung Zeichnungen des österreichischen Grafikers Alfred Kubin (1877–1959, aufgewachsen von 1882 bis 1892 in Zell am See) und wechselnde Ausstellungen zeitgenössischer Künstler, deren Mittelpunkt künstlerischen Schaffens Zeichnung und Buchillustration sind. Das KubinKabinett Leogang befand sich im alten Badhaus und wurde aufgrund eines Konkurses des Besitzers 2010 geschlossen. Die Sammlung wurde von einem Wiener Kunstauktionshaus versteigert und befindet sich nicht mehr in Leogang. Das Gebäude wurde durch die Raiffeisenbank Leogang ersteigert.[10][11]
- LeogangerKinderKultur: Die LeogangerKinderKultur wurde im Jahr 1990 mit der Intention, „… Kindern und Jugendlichen die Möglichkeit zu geben, Kultur aktiv mitzugestalten …“[12] gegründet. Im Rahmen von „Werkstätten“ bekamen dabei Kinder die Gelegenheit, unter der Anleitung von namhaften nationalen und internationalen Künstlern[13] verschiedene Bereiche der Kunst, wie Malen, Bildhauen, Schreiben, Tanzen, Schauspiel, oder Filmemachen zu erleben. Die Ergebnisse dieser Werkstätten befinden sich beispielsweise in Form von Kunstwerken an verschiedenen Stellen in Leogang oder wurden auch überregional veröffentlicht, wie etwa der unter der Regie von Wolfram Paulus gedrehte Film „Ein Rucksack voller Lügen“, der 1996 österreichweit in die Kinos kam. Im Jahr 2013 gab der Organisator der LeogangerKinderKultur das Ende des Projekts bekannt. Als Grund wurde die immer schwierigere Beschaffung von Sponsorengeldern angegeben.[14]

Naturdenkmäler
- Birnbachloch
- Grießener Moor

Regelmäßige Veranstaltungen
- Leonhardiritt zu Leogang: Der Leonhardiritt ist eine Prozession zu Pferd, die zum Brauchtum im Österreich-Bayrischen-Raum zählt. Sie findet zu Ehren des hl. Leonhard statt, welcher Schutzpatron landwirtschaftlicher Tiere, Gefangener und Bergleute ist. Nach dem Zweiten Weltkrieg waren Richard Treuer und Frau Käthe Thalmann um die Wiederbelebung dieses alten Brauches bemüht. Dadurch konnte der Leoganger Leonhardiritt fast jedes folgende Jahr bis 1965 durchgeführt werden. Wegen der zunehmenden Mechanisierung in der Landwirtschaft fehlten aber schließlich die Pferde, weshalb dieses jährliche Ereignis 1966 eingestellt werden musste. 2004 wurde der Leonhardiritt vom Nostalgieverein „Anno 1900“ wiederbelebt. Der Leonhardiritt zu Leogang wird jedes Jahr am 6. November gefeiert.
- UCI Mountainbike World Cup Leogang: Der Mountainbike-Weltcup machte in den Jahren 2010, 2011 und 2012 Station in Leogang.[15]

Sport
- Bikepark: Leogang hat einen Bikepark für Downhill-, Freeride- und Dirt-Mountainbiker, direkt am Fuß des Asitz.
- Sportclub Leogang
- Union Tennisclub Leogang

## Wirtschaft und Infrastruktur

### Tourismus

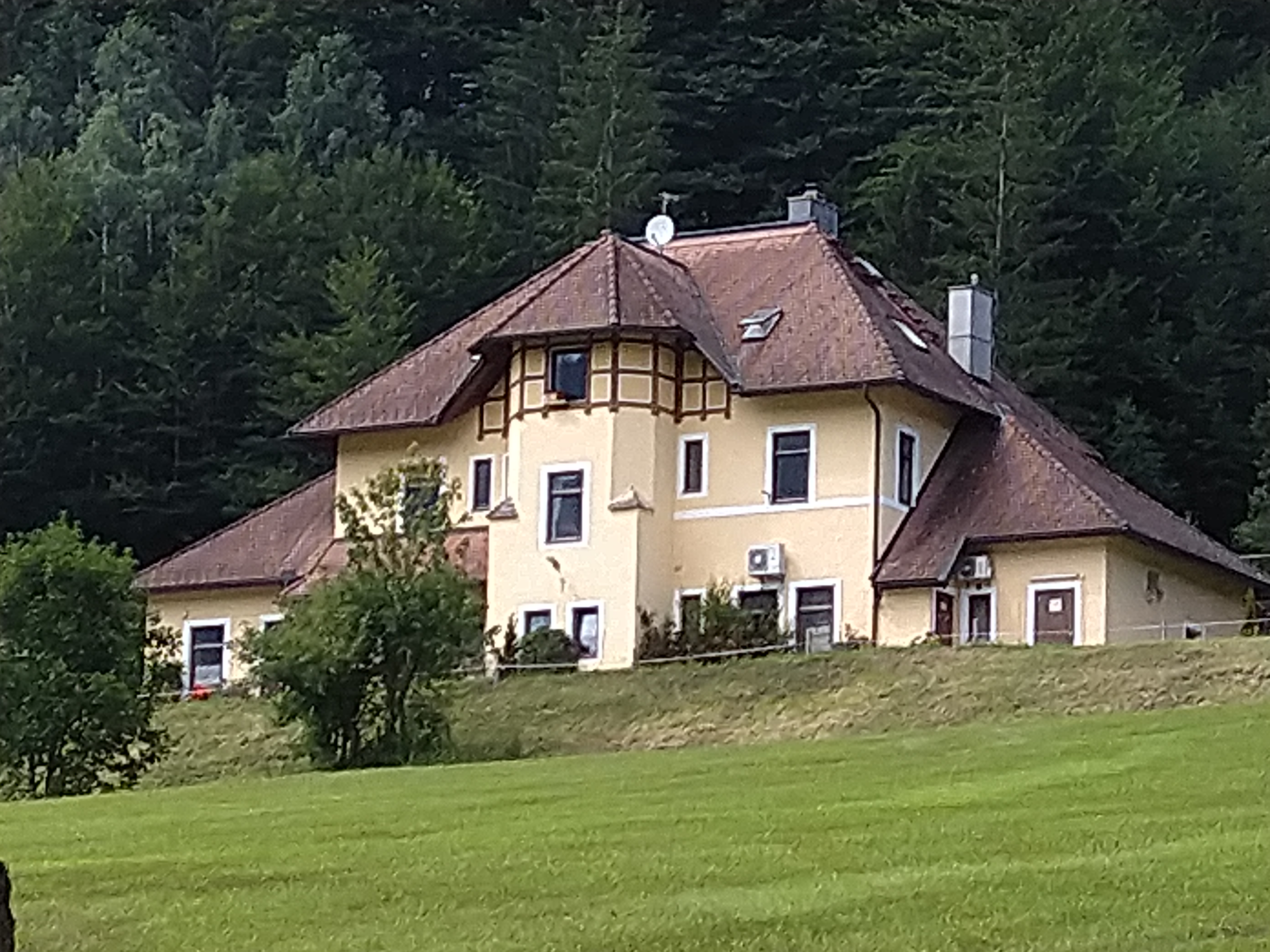
Bahnhof Leogang

Der Tourismus stellt in Leogang den wichtigsten Wirtschaftsfaktor dar. Ein Zusammenschluss mit dem Tourismusverband des Nachbarorts Saalfelden ließ ab dem Jahr 1999 die Urlaubsregion Saalfelden Leogang entstehen.
- Winter: Die wichtigste Attraktion im Winter ist der Skicircus Saalbach-Hinterglemm/Leogang/Fieberbrunn mit insgesamt 270 Pistenkilometern. Den Einstieg in den Skicircus stellen die Leoganger Bergbahnen im Ortsteil Hütten dar. Eine 8er-Kabinenbahn bringt den Wintersportler in wenigen Minuten auf ca. 1800 m. Neben den eigenen Pisten in Leogang sind die Pisten von Saalbach und Hinterglemm direkt über die Skischaukel erreichbar. Die Europaloipe verbindet Leogang über den Grießenpass mit Hochfilzen.

- Sommer: Im alpinen Sommertourismus sind Wandern, Radfahren und Mountainbiken die bedeutendsten Betätigungsfelder für die Touristen. Insgesamt stehen 400 km beschilderte Wander- und Radwege zur Verfügung. Für Mountainbiker und Downhillbegeisterte entstand 2002 der Bikepark Leogang,[16] in dem auch Wettbewerbe des UCI Mountain Bike Welt Cups ausgetragen werden.

### Verkehr
- Eisenbahn: An der Salzburg-Tiroler-Bahn gibt es die Bahnhöfe Leogang und Leogang-Steinberge mit Direktverbindungen nach Salzburg und Wörgl.[17]
- Straße: Die wichtigste Straßenverbindung ist die Hochkönig Straße B164.

## Politik

### Gemeinderat
| Gemeinderatswahl 2024Wahlbeteiligung: 74,9 % 6050403020100 59,6 % (+3,2 %p)29,4 % (−8,4 %p)11,0 % (+5,2 %p) ÖVPSPÖFPÖ20192024 |

Die Gemeindevertretung hat 21 Mitglieder, bis 2024 waren es 19.
- Mit den Gemeindevertretungs- und Bürgermeisterwahlen in Salzburg 2004 hatte die Gemeindevertretung folgende Verteilung: 10 SPÖ, und 9 ÖVP.
- Mit den Gemeindevertretungs- und Bürgermeisterwahlen in Salzburg 2009 hatte die Gemeindevertretung folgende Verteilung: 10 SPÖ, und 9 ÖVP.[18]
- Mit den Gemeindevertretungs- und Bürgermeisterwahlen in Salzburg 2014 hatte die Gemeindevertretung folgende Verteilung: 11 ÖVP, 7 SPÖ, und 1 FPÖ.[19]
- Mit den Gemeindevertretungs- und Bürgermeisterwahlen in Salzburg 2019 hatte die Gemeindevertretung folgende Verteilung: 11 ÖVP, 7 SPÖ, und 1 FPÖ.[20]
- Mit den Gemeindevertretungs- und Bürgermeisterwahlen in Salzburg 2024 hat die Gemeindevertretung folgende Verteilung: 13 ÖVP, 6 SPÖ und 2 FPÖ.[21]

### Bürgermeister
- 1964–1977 Albert Steidl (ÖVP)[22]
- 1977–1987 Sebastian Madreiter (ÖVP)[23]
- 1987–2004 Matthias Scheiber (ÖVP)[24]
- 2004–2014 Helga Hammerschmied (SPÖ)[25]
- seit 2014 Josef Grießner (ÖVP)[26]

### Wappen
Das Wappen der Gemeinde ist: „In blauem Schild innerhalb einer am oberen Schildrande offenen und gesprengten siebengliedrigen Kette barocken Stils ein silberner Löwe. Die eiserne Kette, die Kirche und Turm oberhalb der Fenster umspannt und mit einem Hängeschloss versehen ist, soll auf die Befreiung der Unterdrückten und auf den wirtschaftlichen Aufschwung der Gemeinde verweisen.“

## Persönlichkeiten
Söhne und Töchter der Gemeinde
- Albert Steidl (1927–2017), Nationalratsabgeordneter, Steuerberater und Autor
- Julian Frick (1933–2012), Vorstand der Urologie im Salzburger Landeskrankenhaus, Mitbegründer der Paracelsus Medizinische Privatuniversität in Salzburg
- Sylvia Eder (* 1965), ehemalige Skirennläuferin, Schwester von Elfi Eder
- Elfi Eder (* 1970), ehemalige Skirennläuferin, Schwester von Sylvia Eder
- Christoph Freund (* 1977), Fußballmanager und ehemaliger Fußballspieler
- Stefan Gimpl (* 1979), Freestyle-Snowboardfahrer, 3-facher Air-&-Style-Gewinner
- Harald Starzengruber (* 1981), Radrennfahrer
- Bernd Hirschbichler (* 1984), Fußballschiedsrichter
- Christina Rieder (* 1993), Biathletin

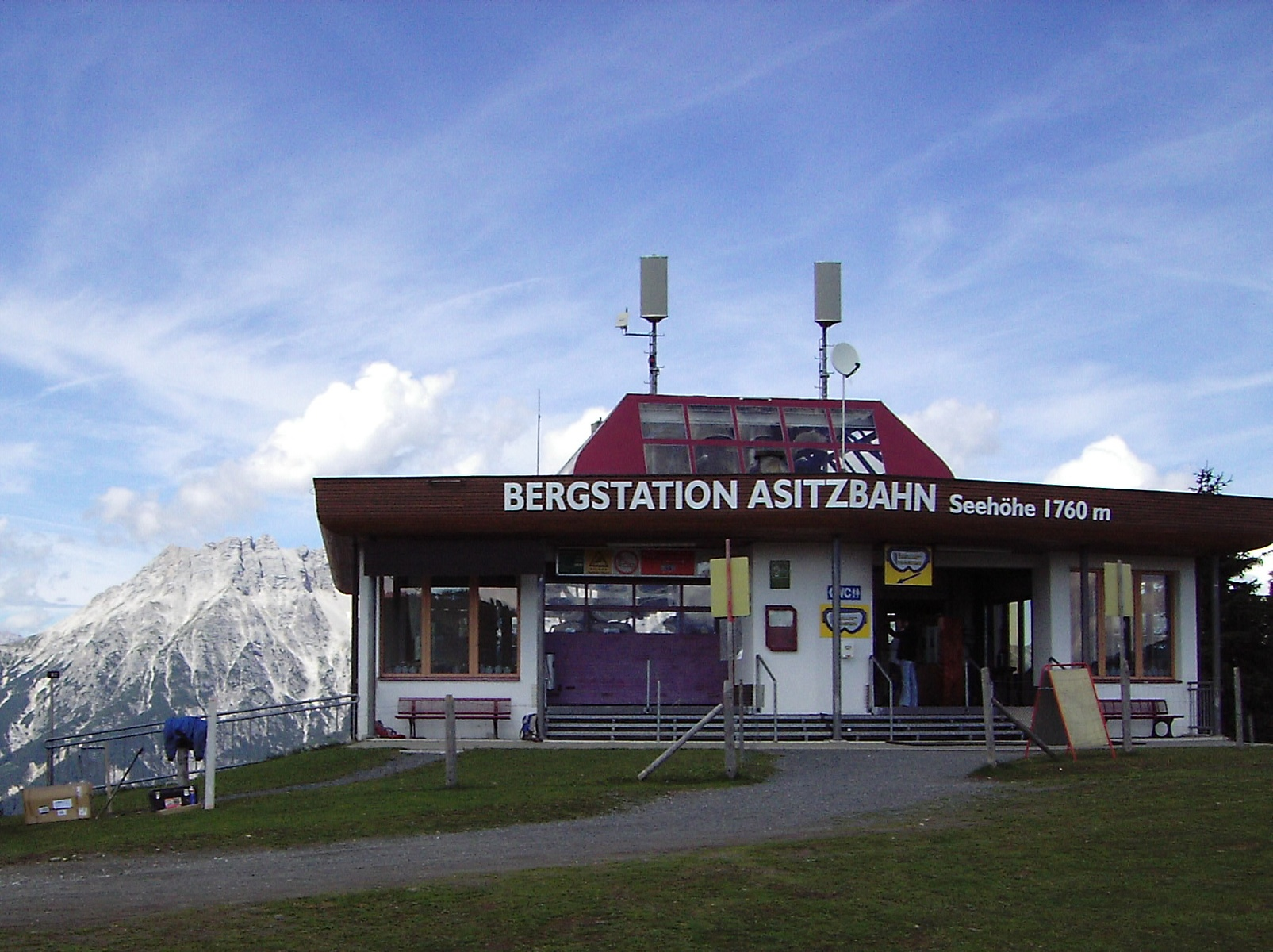
Die Bergstation der Leoganger Gondelbahn im Sommer…
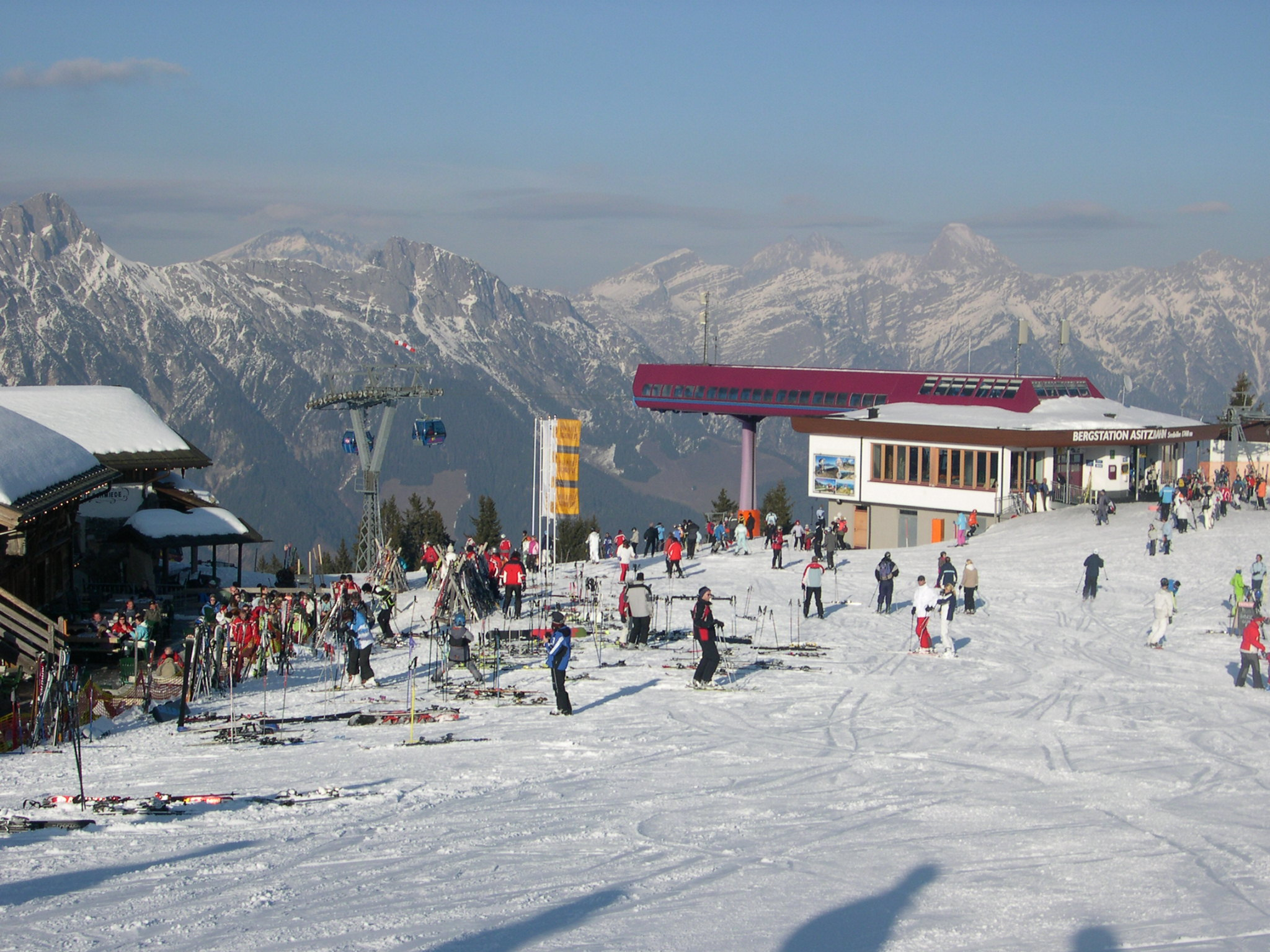
… und im Winter
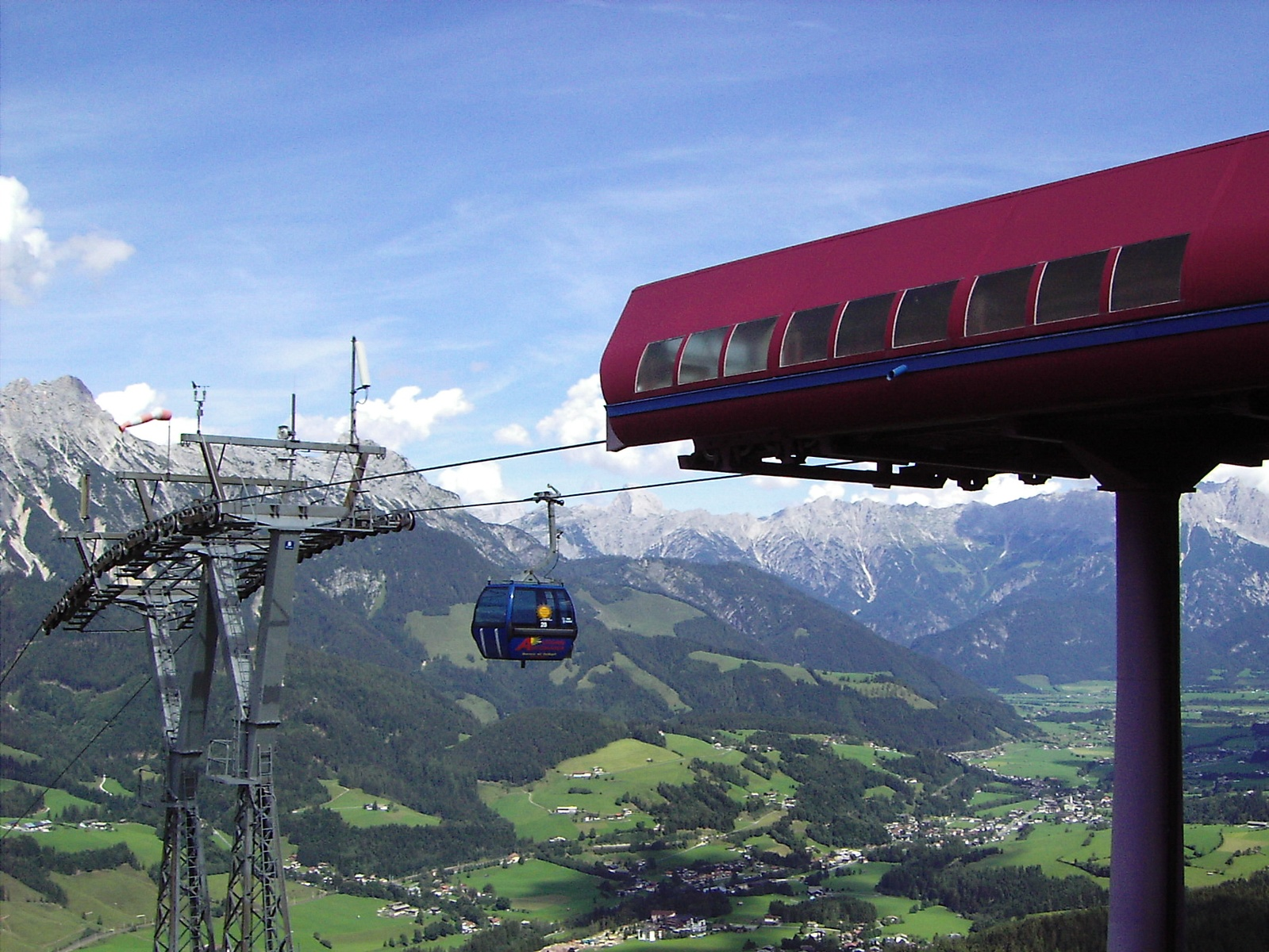
Blick in Richtung Leogang von der Asitzbahn aus
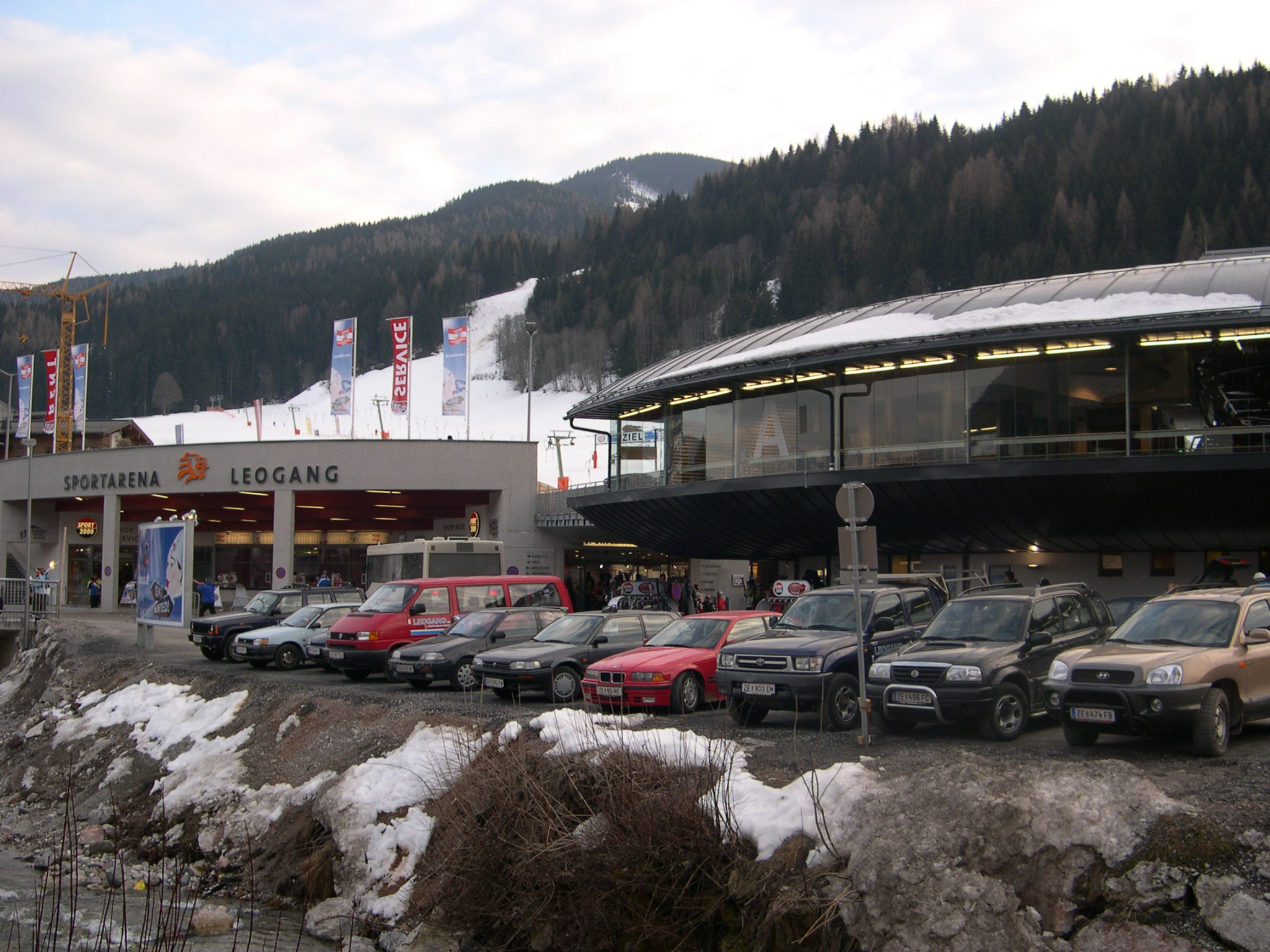
Die neue Leoganger Talstation im Winter 2006/07

## Sonstiges
Im örtlichen lokalen Dialekt wird die Gemeinde Lóigom genannt.